# Дагбаин, Чимитдоржи Дагбаевич
Чимит-Доржи Дагбаин - советский государственный и политический деятель, председатель Агинского Бурятского окружного исполнительного комитета. 

## Биография
Родился в 1905 году в Забайкальской области. Член ВКП(б).
С 1923 года - на общественной и политической работе. В 1923-1960 гг. — заместитель председателя, председатель Таптанайского сомонного Совета, секретарь Агинского районного комитета ВЛКСМ, секретарь Адон-Челонского комитета ВКП(б), заведующий Отделом агитационно-массовой работы Агинского аймачного комитета ВКП(б), председатель аймачной контрольной комиссии ВКП(б), заместитель председателя Бурят-Монгольского радиокомитета, заведующий партийным кабинетом Улан-Ононского аймачного комитета ВКП(б), заведующий партийным кабинетом, Организационно-инструкторским отделом Агинского (Бурят-Монгольского) окружного комитета ВКП(б),
2-й секретарь Агинского (Бурят-Монгольского) окружного комитета ВКП(б), председатель Исполнительного комитета Агинского (Бурят-Монгольского) окружного Совета, председатель Исполнительного комитета Агинского районного Совета, заведующий Отделом Агинского окружного комитета КПСС, заведующий Агинской районной сберегательной кассой.
Избирался депутатом Верховного Совета СССР 2 созыва.
Умер в 1975 году.